# Paragalaxias
Paragalaxias es un género de peces osmeriformes de la familia Galaxiidae.
Son peces de agua dulce de comportamiento demersal, distribuidos por ríos de Australia y Tasmania.

## Especies
Se reconocen las siguientes especies:
- Paragalaxias dissimilis (Regan, 1906)
- Paragalaxias eleotroides McDowall y Fulton, 1978
- Paragalaxias julianus McDowall y Fulton, 1978
- Paragalaxias mesotes McDowall y Fulton, 1978